# Cha Cha Real Smooth
Pour les articles homonymes, voir Cha Cha Cha (homonymie).
Pour plus de détails, voir Fiche technique et Distribution.
Cha Cha Real Smooth est une comédie dramatique américaine écrite, réalisée et produite par Cooper Raiff et sortie en 2022. 
Le réalisateur Cooper Raiff joue un diplômé universitaire de 22 ans qui commence à gagner de l'argent en tant qu'initiateur de fête alors qu'il noue également une relation avec une mère de 32 ans, interprétée par Dakota Johnson (qui a également produit le film). Raúl Castillo, Odeya Rush, Evan Assante, Vanessa Burghardt, Brad Garrett et Leslie Mann sont également à l'affiche.
Il est créé au Festival du film de Sundance 2022 le 23 janvier 2022 et est sorti dans des salles limitées et en streaming sur Apple TV+ le 17 juin 2022. Le film a reçu des critiques généralement positives.

## Synopsis
Dans le prologue du film, Andrew, enfant, tombe amoureux d'une jeune femme.   
Andrew, 22 ans, se prend d'affection pour Domino, 10 ans de plus que lui, et sa fille Lola, jeune autiste.  

## Fiche technique
- Titre original : Cha Cha Real Smooth
- Réalisation : Cooper Raiff
- Scénario : Cooper Raiff
- Photographie : Cristina Dunlap
- Montage : Henry Hayes
- Musique : Este Haim, Christopher Stracey
- Direction artistique : Brittany Ingram
- Pays de production :  États-Unis
- Langue originale : anglais
- Format : couleur
- Genre : comédie dramatique
- Durée : 107 minutes
- Dates de sortie :
  - États-Unis : 23 janvier 2022 (festival de Sundance)
  - France : 17 juin 2022 (Apple TV+)

## Distribution
- Cooper Raiff (VF : Eilias Changuel) : Andrew, un diplômé de l'Université Tulane qui est récemment revenu chez lui
- Dakota Johnson (VF : Marie Tirmont) : Domino
- Evan Assante (VF : Tom Trouffier) : David, le frère cadet d'Andrew
- Vanessa Burghardt (VF : Camille Timmerman) : Lola, la fille de Domino
- Leslie Mann (VF : Rafaèle Moutier) : Lisa, la mère d'Andrew
- Brad Garrett (VF : Paul Borne) : beau-père Greg
- Raúl Castillo (VF : Jean-Alain Velardo) : Joseph, le fiancé de Domino
- Colton Osorio : Rodrigo, l'ami de David
- Amara Pedroso Saquel : Maya, la petite amie d'Andrew
- Odeya Rush : Macy, l'amie d'Andrew au lycée
- Brooklyn Sloane Ramirez : Margaret
- Kelly O'Sullivan : Bella

 Source et légende : version française (VF) sur RS Doublage

## Production
Le film est annoncé en mars 2021, avec Dakota Johnson et Cooper Raiff sur le devant de la scène. En août, Leslie Mann, Brad Garrett, Raúl Castillo, Odeya Rush, Vanessa Burghardt, Evan Assante et Colton Osorio ont rejoint le casting. La photographie principale  commence le 12 août 2021, le tournage ayant lieu à Pittsburgh,.

## Sortie
Il est présenté en première au Festival du film de Sundance 2022 le 23 janvier 2022. Par la suite, Apple TV + a acquis les droits de distribution du film pour 15 millions de dollars. Le film est présenté au SXSW le 18 mars 2022. Le film est également projeté au Tribeca Film Festival en juin 2022. Il est sorti le 17 juin 2022, simultanément dans quelques salles et sur Apple TV+.

## Accueil

### Accueil critique
Christy Lemire de Roger Ebert.com donne au film une critique positive en écrivant : « L'ambition de Raiff de se libérer de la formule sentimentale et de se forger sa propre voie est claire, faisant de lui un jeune cinéaste passionnant à regarder. ».
La critique de cinéma Manohla Dargis du New York Times critique le film en écrivant : « C'est dérivé et peu convaincant, et aussi complaisant que n'importe quelle vente de gros studios », ajoutant à propos de la romance centrale du film : « Leur relation n'a jamais de sens ; mais, alors, ni l'un ni l'autre fait la majeure partie du film. ».

## Distinctions
| Cérémonie                                                     | Date de la cérémonie | Catégorie                                              | Destinataire(s)     | Résultat   | Réf.   |
| ------------------------------------------------------------- | -------------------- | ------------------------------------------------------ | ------------------- | ---------- | ------ |
| Festival du film de Sundance                                  | janvier 2022         | Grand Prix du Jury - Compétition dramatique américaine | Cha Cha Real Smooth | Nomination | [ 13 ] |
| Festival du film de Sundance                                  | janvier 2022         | Prix du public - Compétition dramatique américaine     | Cha Cha Real Smooth | Lauréat    | [ 13 ] |
| Prix du film de mi-saison de la Hollywood Critics Association | 1er juillet 2022     | Meilleure image                                        | Cha Cha Real Smooth | Nomination | [ 14 ] |
| Prix du film de mi-saison de la Hollywood Critics Association | 1er juillet 2022     | Meilleure actrice dans un second rôle                  | Dakota Johnson      | Nomination | [ 14 ] |
| Prix du film de mi-saison de la Hollywood Critics Association | 1er juillet 2022     | Meilleur scénario                                      | Cooper Raiff        | Nomination | [ 14 ] |